# Franz Burchard
Franz Burchard (* 1845; † 1894) war ein preußischer Verwaltungsjurist, Richter und Landrat in der Provinz Ostpreußen.

## Leben
Burchard begann seinen beruflichen Werdegang im Jahr 1875 als Gerichtsassessor. 1876 wirkte er als Kreisrichter in Pillkallen und ab 1877 in Insterburg. Ab 1879 amtierte er als Amtsrichter in Insterburg. Im Jahr 1880 wurde Burchard zum Landrat im Kreis Stallupönen ernannt und ab 1890 amtierte er als Landrat im Kreis Gumbinnen. Seit 1893 wirkte Burchard als Verwaltungsgerichtsdirektor in Gumbinnen.
Er war mit Olga Schmalz verheiratet. Aus der Ehe ging der Sohn Carl Burchard (1884–1955) hervor.